# 藤洋作
藤 洋作（ふじ ようさく、1937年〈昭和12年〉9月14日 - ）は、日本の経営者。関西電力元代表取締役社長。電気事業連合会元会長。元原子力発電環境整備機構（NUMO）副理事長。2022年（令和4年）12月現在、株式会社原子力安全システム研究所取締役会長である。

## 略歴
大阪府出身。国立大阪教育大学附属池田小学校・同附属池田中学校を経て、大阪府立北野高等学校卒業。
1960年（昭和35年）3月に京都大学工学部電気工学科を卒業し、同年4月関西電力株式会社に入社。1989年（平成元年）6月に支配人。1993年6月に取締役。1997年6月、専務取締役。1999年6月に代表取締役副社長となり、2001年6月、石川博志の後任の代表取締役社長に就任した。なお2002年9月に日本原燃の取締役会長や電力各社の任意団体電気事業連合会（電事連）の会長にも就任している。
2004年8月9日、美浜原発3号機で蒸気噴出事故が発生。運転中の原子力発電所における国内初の死亡事故となり引責辞任。2005年6月に取締役となり、同月30日にグループ会社の株式会社原子力安全システム研究所（INSS）取締役社長に就任した。
翌2006年6月に関電では取締役相談役となり、翌2007年6月に相談役、2012年7月に顧問となった。また、2014年7月に原子力発電環境整備機構（NUMO）の副理事長にも就任している。なお、INSSでは2013年6月28日から取締役会長となっている。

## 人物
関電の顧問のほかに、エイチ・ツー・オー リテイリング（阪急百貨店・阪神百貨店）の社外取締役や一般財団法人省エネルギーセンター（ECCJ）の会長、公益財団法人太平洋人材交流センター（PREX）の副理事長（代表理事）、公益財団法人京都大学教育研究振興財団の会長（代表理事）、公益財団法人大阪ガス国際交流財団の理事といったものから、一般社団法人西宮カントリー倶楽部の代表取締役理事長や大阪ユニセフ協会の顧問、薬師寺まほろば塾推進の会の理事といったものまで数多くの役職を、ほぼ現在まで務めており、各行政の審議会や協議会にも多数、名を連ねている。
なお、関電の金品受領・便宜供与問題では、筆頭株主の大阪市などの求めに応じて森本孝社長ら取締役の報酬を開示する際、元社長である藤の報酬も開示される。